# Футерування (у дробарках і млинах)
Футерування (у дробарках і млинах)

.

Конструкція футеровочних плит барабана (рис. ) повинна допускати легку їхню установку і заміну. Змінні броньові плити виготовляються із зносостійких матеріалів (легованого чавуну, марганцевистої і хромистої сталі). Товщина футеровочних плит приймається від 50 мм (для млинів малих розмірів) до 150 мм (для млинів великих розмірів). Від товщини і профілю футеровочних плит залежить характер руху подрібнювальних тіл, (висота підйому і коефіцієнт ковзання по футеровці), робочий об’єм барабана млина, знос футеровки, продуктивність млина, витрата електроенергії і подрібнювальних тіл.
Для кульових млинів першої стадії подрібнення, у які завантажують кулі діаметром 100 – 125 мм, кращим є профіль ребристої футеровки типу «Норильськ-ІІІ» (рис.  а). Ця футеровка забезпечує надійне зчеплення з кулями і підйом їх на велику висоту, відсутність ковзання куль, рівномі-рний і більш повільний знос плит, зниження питомої витрати металу і електроенергії, підвищення продуктивності млина.
Для кульових млинів другої стадії подрібнення кращим є профіль ребристої футеровки типу «Норильськ-IV» (рис.  б). 
Для стержневих млинів частіше застосовують футеровку хвилястого типу (рис.  в), але вона не рекомендується для кульових млинів внаслідок значного ковзання куль.
Для кульових млинів другої стадії подрібнення також використовуються гумові футеровки (рис.  г). Основним елементами гумової футеровки є ліфтери 1, плити 2 і сектори решітки 3. На торцеві кришки барабана млина радіально укладають плити товщиною 60 мм і затискують ліфтерами. Товщина гумової футеровки барабана складає від 50 до 80 мм, гумові сектори решітки мають товщину 54 мм. Футеровочні гумові плити укладають поздовж барабана і також затискують ліфтерами.
Оскільки гумова футеровка тонше сталевої, робочий об’єм млина збільшується на 5 – 6 %. Термін служби гумової футеровки на 15 – 20 % більше ніж сталевої. Питома витрата куль у млині з гумовою футеровкою менша, а продуктивність вища, ніж у млинів із стальною футеровкою. Інші переваги млинів з гумовою футеровкою: менша трудомісткість монтажу, більша герметичність, менший рівень шуму.
Футеровка цапф гладенька або спіральна. Напрям спіралі завантажувальної цапфи повинен сприяти просуванню вихідного матеріалу у млин, а розвантажувальної цапфи – поверненню у млин куль і крупного матеріалу.